# Gunaï
Gunaï ou Kurnaï (parfois orthographié Gunnaï ou Ganaï) est le nom d'une nation autochtone du sud-est de l'Australie dont le territoire occupait la plupart du Gippsland et une grande partie du versant sud des Alpes victoriennes actuels. Cette nation n'est pas en bons termes avec ses voisins, les nations Wurundjeri et Bunurong. Beaucoup de Gunaï s'opposent très tôt à l'arrivée des Européens au cours des années 1800, entraînant de nombreuses confrontations entre Européens et Gunaï. 

## Structure et clans
Les Gunaïs sont anciennement composés de cinq clans majeurs : 
- les Bratowooloongs dans le Sud du Gippsland. De Cap Liptrap et Tarwin Meadows Est à l'embouchure de la Merriman Creek ; à l'intérieur, jusqu'aux environs de Mirboo ; vers Port Albert et la péninsule Wilsons.
- les Brayakuloongs autour de la ville actuelle de Sale. Étangs de Providence, rivières Avon et Latrobe, à l'ouest du lac Wellington et des monts Baw Baw et Howitt.
- les Brabuwooloongs personnes dans le centre du Gippsland. Rivières Mitchell, Nicholson et Tambo, au sud aux environs de Bairnsdale et Bruthen.
- les Tatungoloongs près de Lakes Entrance sur la côte. Le long de Ninety Mile Beach et des lacs Victoria et Wellington : du sud-ouest de Lakes Entrance à l'embouchure de la Merriman Creek, également sur l'île du lac King.
- les Krauatungalungs près de la Snowy River. De cap Everard (Point Hicks) à Lakes Entrance ; autour des rivières Cann, Brodribb, Buchan et Snowy ; à l'intérieur des terres à proximité de la Black Mountain.

La nation Gunaï est bordée par le peuple Bidawal à l'est autour des rivières Cann et Mallacoota. La nation Kulin occupe les terres à l'ouest, où s'élève maintenant la ville de Melbourne. Des traces d'occupation humaine dans la grotte de Cloggs et son abri sous roche, près de Buchan, sont datées de 17 000 ans.

## Langues
Les habitants de la région parlent différents dialectes étroitement liés entre eux. 